# Susquehanna Depot, Pennsylvania
Susquehanna Depot là một thị trấn thuộc quận Susquehanna, tiểu bang Pennsylvania, Hoa Kỳ. Năm 2010, dân số của thị trấn này là 1643 người.